# Parque da Cidade (Rio de Janeiro)

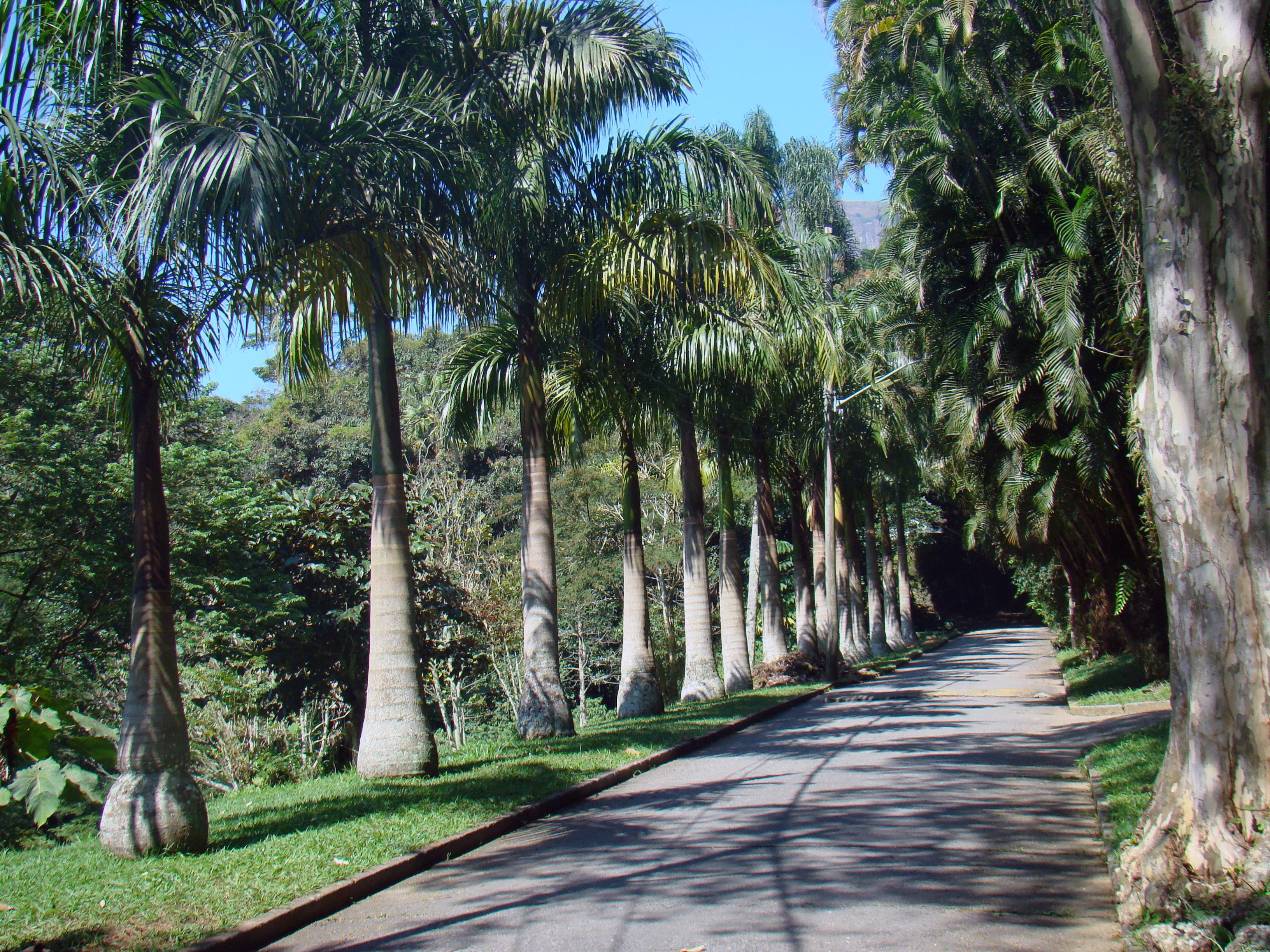
Palmeiras no Parque da Cidade

O Parque da Cidade, também conhecido como Parque da Gávea, é uma Unidade de Conservação Municipal localizada no bairro da Gávea, no município do Rio de Janeiro, no estado do Rio de Janeiro, no Brasil.

## História
De início uma propriedade particular, abrigava a residência de verão do Marquês de São Vicente, José Antônio Pimenta Bueno, construída em 1809. A casa situava-se em local mais elevado, aos fundos do parque, onde atualmente funciona o Museu Histórico da Cidade do Rio de Janeiro. Em 1939, a família Guinle repassou o imóvel a então prefeitura do Distrito Federal, que, então, determinou sua conversão em parque público.
Em 1948, na gestão do Prefeito Ângelo Mendes de Moraes, o Museu foi transferido para o Parque da Cidade. O museu possui obras de arte que contabilizam cerca de 24.000 peças. O acervo é composto por obras de artistas como Visconti, Thomas Ender, Antonio Parreiras, Armando Vianna, Augusto Malta e Marc Ferrez, além dos acervos dos prefeitos Pereira Passos, Pedro Ernesto, Carlos Sampaio e Cesar Maia.

## Características
Localizado no bairro da Gávea, estende-se por 470 000 metros quadrados, até as proximidades do Parque Nacional da Tijuca, com o qual compõe uma grande área de proteção ambiental.
Parte do território é ocupada por mata fechada, e o restante, por um amplo parque ajardinado a céu aberto, serpenteado por um córrego represado – o que levou à formação de um lago e uma pequena ilha. É dotado de relevo íngreme e de ladeiras escarpadas, sobre as quais se adensa uma cobertura vegetal de porte considerável.

## Acesso ao Parque
O parque fica no final da rua Santa Marinha, no alto da Gávea, ao lado da comunidade do Parque da Cidade. A Santa Marinha faz esquina com a Rua Marquês de São Vicente. Pode-se acessar o parque por carro próprio ou táxi, e também saltar no ponto final da linha de ônibus urbanos Troncal 5, que sai da Central do Brasil, e subir a rua a pé.